# 広瀬古墳群
広瀬古墳群（ひろせこふんぐん）は、埼玉県熊谷市にある古墳群。
荒川の古い流路にあたる段丘状に築造された。現在は、上円下方墳の宮塚古墳、8基の円墳、2基の方墳が確認されている。また、熊谷商工業高等学校（現熊谷商業高等学校）校庭内の石室から蕨手刀が発掘されている。このほか、熊谷商業高校の北西には「天神山古墳」とよばれた前方後円墳が存在していたとの伝承がある。
広瀬古墳群の築造については、不明なところも多いが、小規模な石室から蕨手刀が発見されるなど、この古墳群が8世紀前半の築造であると推定できる。なお、この蕨手刀は1958年(昭和33年)に熊谷市指定考古資料に指定された。